# Amtsgericht Konstanz

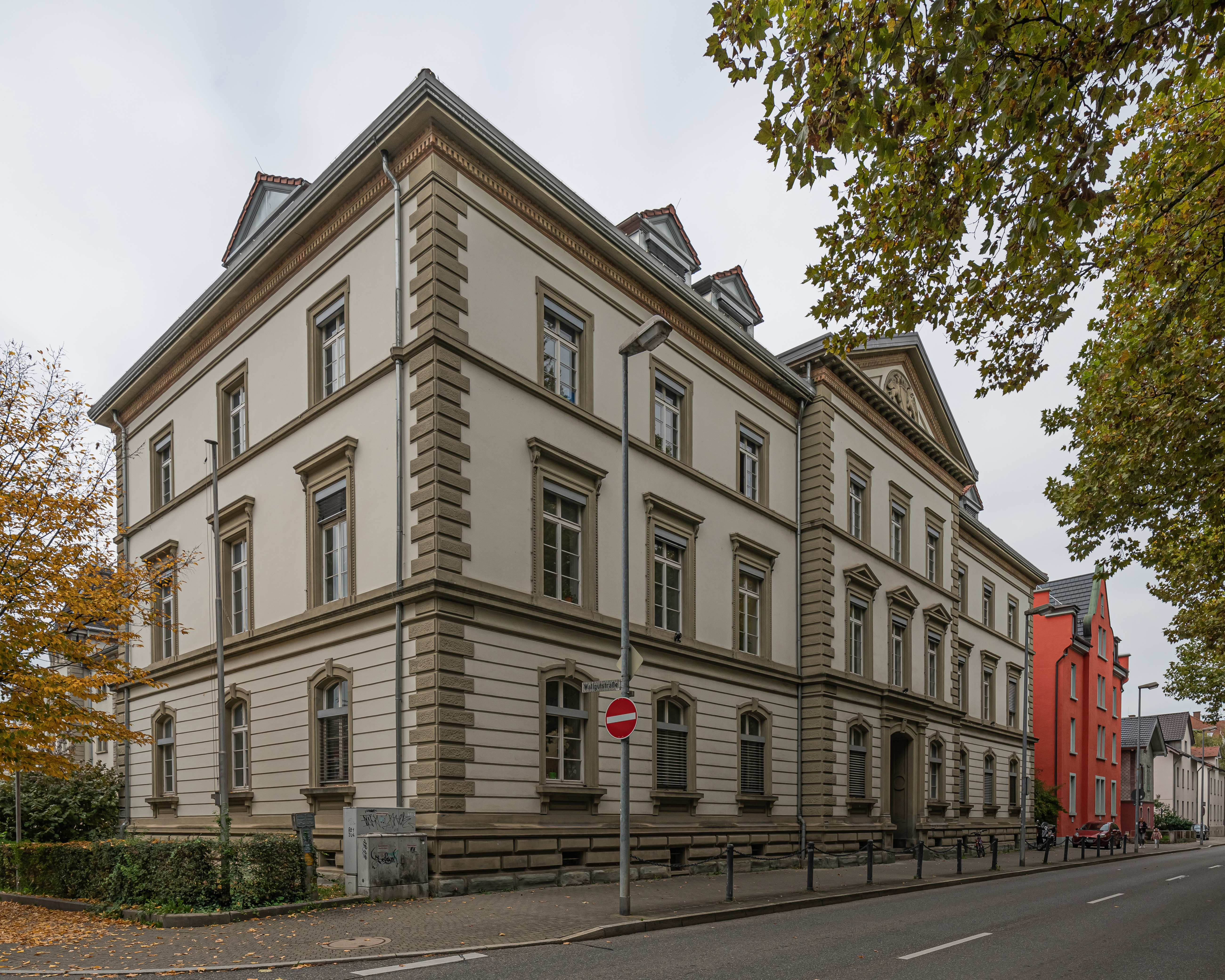
Das Hauptgebäude des Amtsgerichts Konstanz

Das Amtsgericht Konstanz ist ein Gericht der ordentlichen Gerichtsbarkeit und eines von sieben Amtsgerichten im Bezirk des Landgerichts Konstanz.

## Gerichtsbezirk und -sitz
Gerichtssitz ist Konstanz.
Der Gerichtsbezirk des Amtsgerichts Konstanz umfasst die Stadt Konstanz sowie die Gemeinden Allensbach und Reichenau. Darüber hinaus ist das Gericht bei Insolvenzverfahren für die Amtsgerichtsbezirke Radolfzell, Singen, Stockach und Überlingen zuständig.

## Gebäude
Das Hauptgebäude des Gerichts findet man unter der Adresse Untere Laube 12 in 78462 Konstanz, außerdem gibt es ein Nebengebäude in der Gerichtsgasse 9.

## Übergeordnete Gerichte
Dem Amtsgericht Konstanz ist das Landgericht Konstanz übergeordnet. Zuständiges Oberlandesgericht ist das Oberlandesgericht Karlsruhe.